# Nolan Frese
Nolan Frese (* 19. Juli 1992 in Fullerton, Kalifornien) ist ein ehemaliger US-amerikanischer American-Football-Spieler auf der Position des Long Snappers. Er spielte für die Seattle Seahawks in der National Football League (NFL).

## College
Frese spielte von 2011 bis 2015 College Football an der University of Houston für die Houston Cougars. In seiner ersten Saison legte er ein Redshirt-Jahr ein, in seiner zweiten Saison war er der Backup-Long-Snapper. In den letzten drei Saisons war er der Starting-Long-Snapper und erzielte dabei 2 (2013), 4 (2014) und 5 (2015) Tackles.

## NFL
Seine erste NFL-Erfahrung sammelte Frese, nachdem er zu einem Rookie-Minicamp der Carolina Panthers eingeladen wurde. Hier konnte er sich nicht durchsetzen und erhielt keinen Vertrag. Ende Juli 2016 wurde er von den Seattle Seahawks verpflichtet. Dort erlangte er erfolgreich die Position des Starting-Long-Snappers. Am letzten Spieltag der Saison 2016 verletzte er sich bei seinem ersten Snap am Knöchel. Er spielte dennoch das restliche Spiel weiter. Im dritten Viertel des Spiels hatte er dann einen schlechten Snap, der über den Kopf von Punter Jon Ryan ging und zu einem Safety führte. Kurz darauf wurde er auf der Injured Reserve List platziert und verpasste so die Playoffs. Am 2. August 2017 wurde er entlassen.